# Chloroclystis filata
Espèce
Synonymes
- Eupithecia filata Guenée, 1857[1]
- Phibalapteryx rubroferrata Walker, 1862[1]

Chloroclystis filata est une espèce de papillons de la famille des Geometridae.

## Systématique
L'espèce Chloroclystis filata a été initialement décrite en 1857 par l'entomologiste français Achille Guénée (1809-1880) sous le protonyme d’Eupithecia filata.

## Répartition
Chloroclystis filata se rencontre en Nouvelle-Zélande, dans le quart Sud-Est de l'Australie et sur l'île Norfolk.